# Station Berlin-Zehlendorf
Berlin-Zehlendorf is een S-Bahnstation in het Berlijnse stadsdeel Zehlendorf. Het station in het zuidwesten van de deelstaat Berlijn wordt bediend door de lijn S1. 
Er zijn aansluitingen op de buslijnen X10, 101, 112, 115, 285, N10, N12 en N84 van de BVG en lijn 623 van de Havelbus. In de verbindingstunnel onder de sporen bevindt zich een S-Bahn loket.

## Geschiedenis
Station Berlin-Zehlendorf is het oudste treinstation in het huidige Berlijn. Het werd in gebruik genomen op 22 september 1838 met de opening van het eerste deel van de hoofdlijn van Zehlendorf naar Potsdam. Tot oktober van hetzelfde jaar was het station aanvankelijk het eindstation; vanaf dat moment reden de treinen van Potsdam via Zehlendorf naar Potsdamer Bahnhof in Berlijn. Aanvankelijk had het station twee zijperrons. Omdat de lijn aanvankelijk enkelsporig was, was er een keerlus op station Zehlendorf. Tot 9 november 1839 werden naast stoomlocomotieven ook paarden gebruikt voor de aandrijving. In 1866 werd het eerste stationsgebouw vervangen door een vakwerkgebouw.
Vanaf 1 juli 1874 vertakte de Wannseebahn zich in het westelijke deel van het station. Deze nieuwe lijn liep via Zehlendorf West (tegenwoordig: Mexikoplatz), Schlachtensee, Nikolassee en Wannsee naar de hoofdspoorweg bij Griebnitzsee. In 1891 kreeg de Wannsee spoorweg een eigen spoorlijn van het station van Potsdam naar de Wannsee. Het station werd nu Zehlendorf Mitte genoemd. Het Wannsee perron, het Zfm seinhuis en het goederenstation werden rond 1891 gebouwd. Op deze manier werd het voorstadsverkeer gescheiden van het langeafstandsverkeer. Het station kreeg een nieuw ontvangstgebouw, een gebouw van gele baksteen, aan de noordkant van de sporen. Het perron lag nu gedeeltelijk op een brug over de Teltower Damm. Passagiers bereikten het perron van de Wannseebahn via een centrale loopbrug. In 1938 werd de huidige naam aangenomen.
Na de Tweede Wereldoorlog werd het langeafstandsverkeer op de Stammbahn gestaakt. Door de bouw van de Berlijnse Muur in 1961 konden de treinen niet meer tot Oranienburg rijden, dezen stopten nu in Frohnau. Als gevolg van een spoorwegstaking werd het station in 1980 gesloten. Op 1 februari 1985 ging het station terug open. Na Die Wende in 1989 gingen de treinen weer via het historische centrum in voormalig Oost-Berlijn naar het noorden van de stad rijden. In 1992 werd ten slotte de klassieke verbinding Wannsee - Oranienburg hersteld.